# Holpolec
Der Holpolec ist ein Berg in Osttimor. Er befindet sich an der Ostgrenze des Sucos Lontas, an der Südspitze der Aldeia Ozo und hat eine Höhe von 1256 m. Nordöstlich führt die Überlandstraße aus Lolotoe am Berg vorbei. Sie trifft nördlich des Berges auf die Überlandstraße, die aus Taroman und Suai kommt und westlich des Holpolec verläuft. Gemeinsam gehen die Straßen nach Norden in Richtung Oeleo. Südwestlich liegt der Coes (1205 m). Östlich entspringt der Pa, ein Nebenfluss des Loumea, südlich der Foura.